# 菲尔托
菲尔托（法語：Fultot，法語發音：[fylto]）是法国滨海塞纳省的一个市镇，属于鲁昂区。

## 地理
菲尔托（49°45'25"N, 0°47'9"E）面积3.72 平方千米，位于法国诺曼底大区滨海塞纳省，该省份为法国北部沿海省份，其西部及北部濒大西洋英吉利海峡，东起顺时针与索姆省、瓦兹省、厄尔省和卡爾瓦多斯省接壤。
与菲尔托接壤的市镇（或旧市镇、城区）包括：杜德维尔、贡兹维尔、欧托洛夫赖。

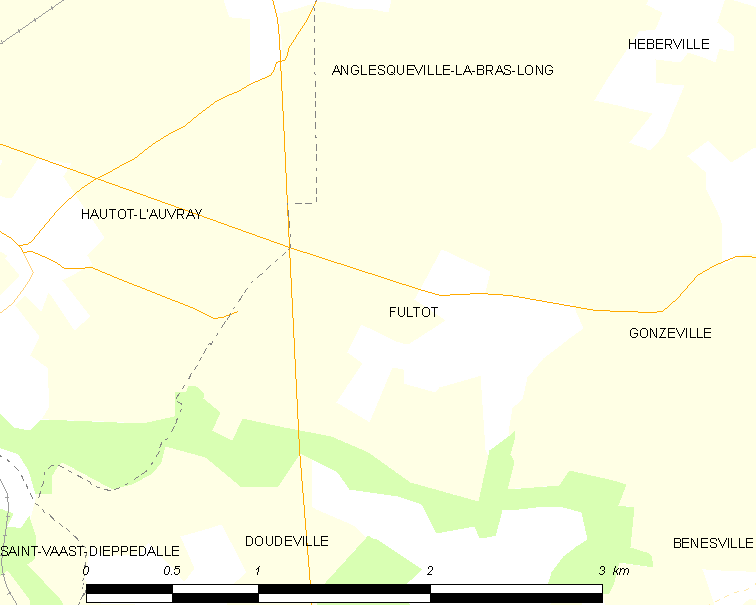
菲尔托的OSM定位图

菲尔托的时区为UTC+01:00、UTC+02:00（夏令时）。

## 行政
菲尔托的邮政编码为76560，INSEE市镇编码为76293。

## 政治
菲尔托所属的省级选区为伊沃托县。

## 人口

1962-2008年间菲尔托人口变化图示

菲尔托于2022年1月1日时的人口数量为246人。